# Keith Olive
Keith Alison Olive (* 1956) ist ein US-amerikanischer theoretischer Physiker, der sich mit Elementarteilchenphysik und Kosmologie befasst.
Olive studierte an der University of Chicago mit dem Bachelor-Abschluss in Mathematik 1978 und dem Master-Abschluss in Physik im selben Jahr. 1981 wurde er in Chicago in Physik bei David Schramm promoviert mit einer Dissertation zur Kosmologie und Astroteilchenphysik. 1982/83 war er am CERN (unter anderem bei John Ellis), wo er sich mit Supersymmetrie zu befassen begann. 1985 wurde er als assistant professor an die University of Minnesota berufen, wo er seit 1990 full professor und seit 1998 Distinguished McKnight University Professor ist und von 1999 bis 2005 und ab 2011 Direktor des Fine Theoretical Physics Institute.
Er befasste sich besonders mit Nukleosynthese leichter Elemente und Baryogenese in der Frühzeit des Universums.
Ein weiterer Schwerpunkt seiner Forschung ist Supersymmetrie. 2002 veröffentlichte er mit anderen Snowmass-Konferenzteilnehmern (nach dem Tagungsort Snowmass in Colorado) Referenzpunkte im Parameter-Raum zur experimentellen Unterscheidung supersymmetrischer Theorien zum Beispiel am LHC. 2003 bestimmte er mit John Ellis und anderen die aus WMAP gefolgerte Dichte supersymmetrischer Materie als Kandidat für Dunkle Materie und fand daraus Einschränkungen auf Bereiche im Parameterraum supersymmetrischer Theorien (WMAP strips). Beispielsweise sagten sie fast gleiche Massen für das leichteste und zweitleichteste supersymmetrische Teilchen vorher (üblicherweise die supersymmetrischen Partner von Neutrino und Tau-Lepton).
1985 schlug er mit Joseph Silk und Mark Srednicki vor, dass Dunkle Materie über hochenergetische Neutrinos aus der Sonne detektiert werden könnte. Die Neutrinos stammen dabei aus der Annihilation Dunkler Materie, die sich im Lauf der Zeit in der Sonne konzentriert hätte.
1987 bis 1994 erhielt er den Presidential Young Investigator Award. 1988 erhielt er den George W. Taylor Award der University of Minnesota. Seit 2003 ist er Fellow der American Physical Society, die ihm für 2018 ihren Hans-A.-Bethe-Preis zusprach.
Seit 1987 ist er Mitglied der Particle Data Group.

## Schriften
- mit J. N. Fry, Michael S. Turner: Hierarchy of cosmological baryon generation, Phys. Rev. Lett., Band 45, 1980, S. 2074
- mit D. Schramm, G. Steigman, M. S. Turner, J. Yang: Big bang nucleosynthesis as a probe of cosmology and particle physics, Astroph.J., Band 246, 1981, S. 557
- mit John Ellis,  Dimitri Nanopoulos, Mark Srednicki, John Hagelin: Supersymmetric relics from the Big Bang, Nuclear Physics B 238, 1984, S. 453–476
- mit Joseph Silk, Mark Srednicki: The photino, the sun, and high-energy neutrinos, Physical Review Letters, Band 55, 1985, S. 257–259
- mit Schramm: The cosmology, particle physics interface, Comments Nuclear Particle Physics, 1985, S. 69–97
- mit Edward Kolb, Edward Turner, David Lindley, David Seckel (Hrsg.): Inner space, outer space. The interface between cosmology and particle physics, University of Chicago Press 1986
- Big bang nucleosynthesis, Beyond the Standard Model IV, Lake Tahoe 1994
- Supersymmetric solutions to cosmological problems: dark matter, baryogenesis, Joint US-Polish Workshop on Physics from Planck Scale to Electroweak Scale, Warsaw, Poland, September 21-24, 1994
- Big Bang Nucleosynthesis, Nucl. Phys. Proc. Suppl, 80, 2000, S. 79–93
- mit Allanach u. a.: The Snowmass Points and Slopes: benchmarks for SUSY searches, European Physical Journal C, Band 25, 2002, S. 113–123
- Colliders and Cosmology, Proc. SUSY 2007
- mit J. Ellis u. a.: Supersymmetric dark matter in light of WMAP, Physics Letters B, Band 565, 2003, S. 176–182
- mit Richard H. Cyburt, Brian D. Fields, Tsung-Han Yeh: Big bang nucleosynthesis: Present status, Rev. Mod. Phys., Band 88, 2016, S. 015004